# Jan Mukařovský
Jan Mukařovský (11 de novembro de 1891, Písek – 8 de fevereiro de 1975, Praga) foi um teórico e crítico literário checo. Foi professor na Universidade Carolina de Praga. Conhecido pela sua associação com os primeiros estruturalistas, assim como com o Círculo Linguístico de Praga, e pelo desenvolvimento das idéias do formalismo russo, Mukařovský teve uma profunda influência na teoria da literatura estruturalista, comparável à figura de Roman Jakobson.

## Função estética
Mukarovsky distingue quatro funções na obra de arte: a representação, a expressiva, a apelativa e da "função" estética  (Mukarovsky 1938, 48). Para Mukarovsky a função estética é "onipresente" (Ibid., 49), responsável por "inovações lexicais" (Ibid., 50) no uso da linguagem e "sempre como um caráter autônomo" (ibid., 51). A ênfase da estética se reflete também no ensaio: O que é uma obra de arte? 

## Livros
- Escritos Sobre Estética e Semiótica da Arte. Estampa, (1993,2011)
- A arte como fato  semiológico". In: TOLEDO, Dionísio (org.). Círculo Lingüístico de Praga: estruturalismo e semiologia. Porto

Alegre: Globo, 1978. (p. 132-138).
- A denominação poética e a função estética da língua. In: TOLEDO, Dionísio (org.). Círculo Lingüístico de Praga: estruturalismo e semiologia. Porto Alegre: Globo, 1978. (p. 159-169).

Tcheco
- Dějiny české literatury (1959 – 1961), História da Literatura Tcheca, editor, três volumes
- Studien zur strukturalistischen Ästhetik und Poetik (1974)
- Kapitel aus der Ästhetik (1978)

Inglês
- On Poetic Language (1976), NY: Yale Univ. Press, trad. John Burbank e Peter Steiner
- The Word and Verbal Art: Selected Essays (1977), NY: Yale University Press, trad. John Burbank e Peter Steiner
- Structure Sign and Function: Selected Essays (1978), NY: Yale Univ. Press, trad. John Burbank and Peter Steiner
- Aesthetic Function, Norm and Value as Social Facts (1979), Ann Arbor, trad. Mark E. Suino

Espanhol
- Jan Mukarovsky: La obra de arte entre la realidad y el deseo (1988) Departamento de Estetica y Teoria del Arte, Universidad de Valencia.
- El Circulo de Praga (s.d) Ediciones Universitarias de Valparaiso. (Libros de Bolsillo)
- Signo, Función y Valor (2000).